# Ubušín

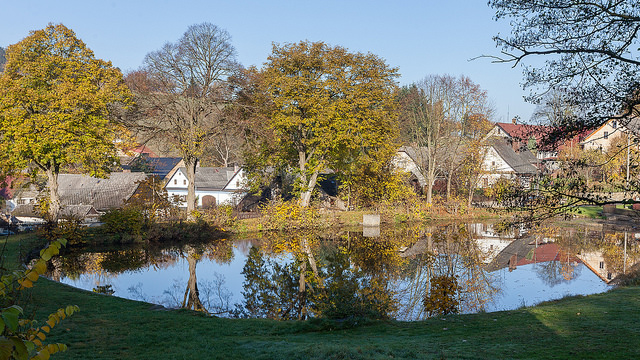
Unterer Dorfteich

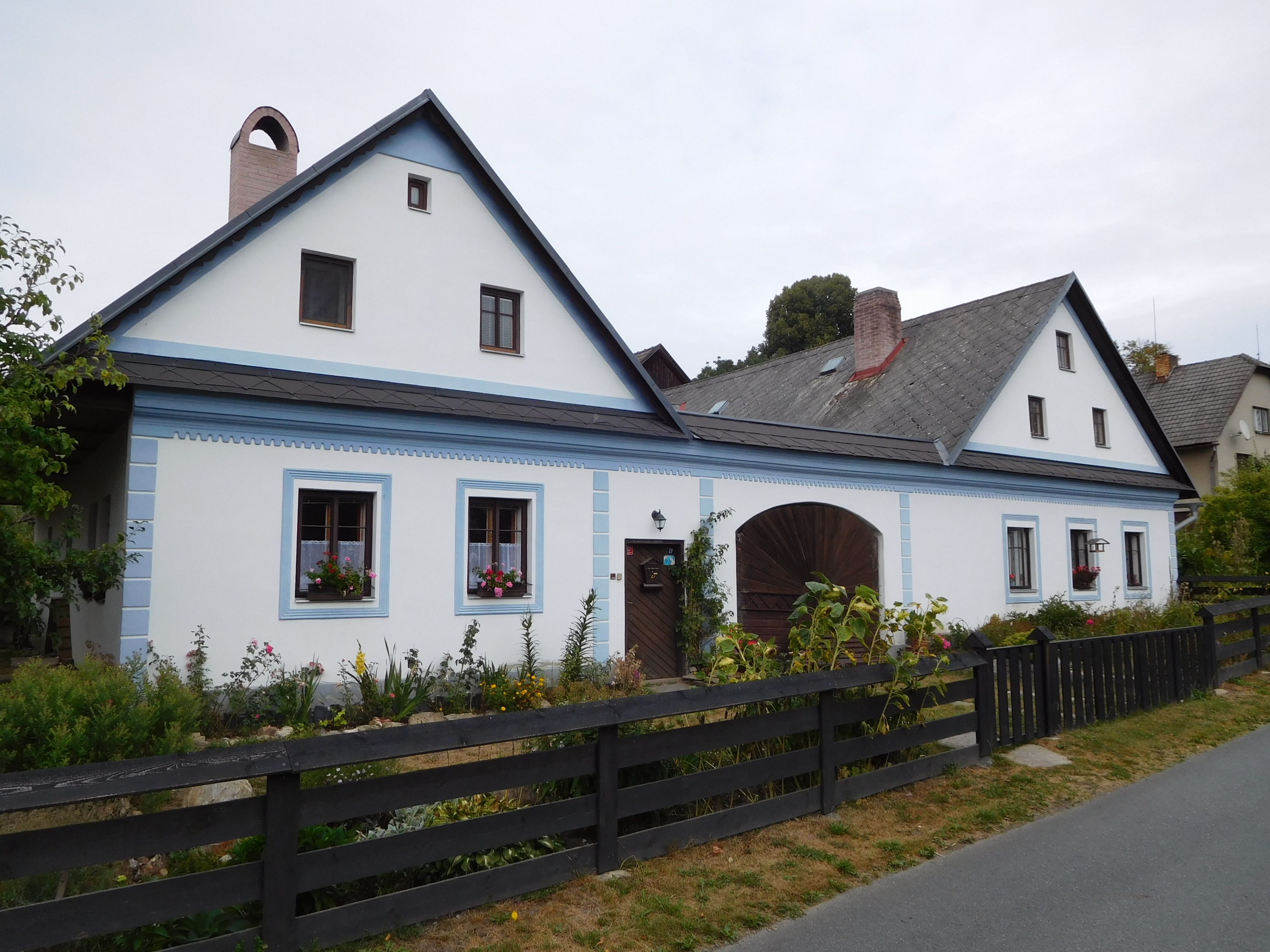
Gehöft Nr. 27

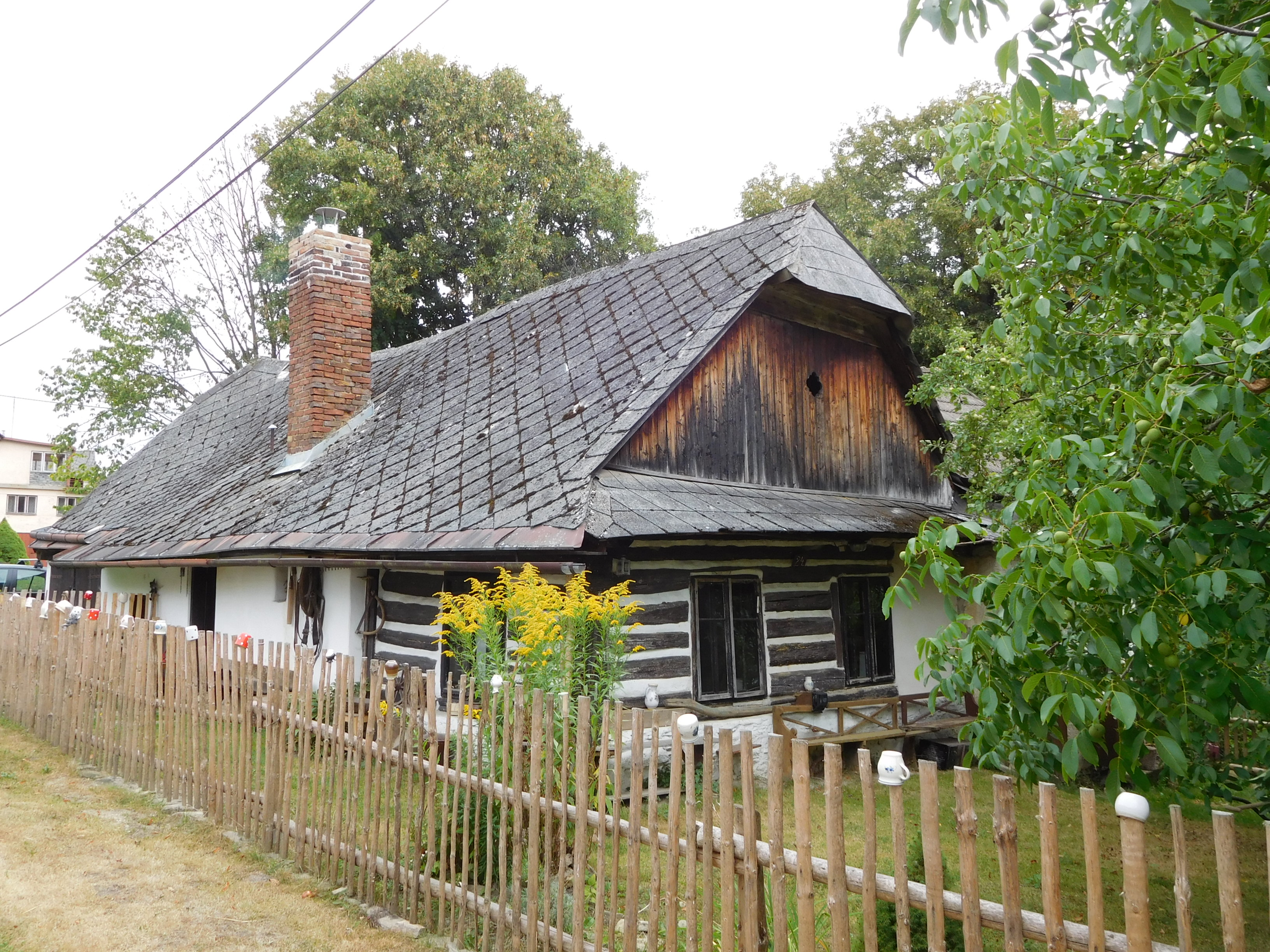
Chaluppe Nr. 24

Ubušín (deutsch Groß Ubuschin) ist ein Ortsteil der Minderstadt Jimramov in Tschechien. Er liegt dreieinhalb Kilometer südöstlich von Jimramov und gehört zum Okres Žďár nad Sázavou.

## Geographie
Das Radialhufendorf Ubušín befindet sich auf einer Hochfläche der Hornosvratecká vrchovina (Bergland der Oberen Swratka) in der Quellmulde des Baches Ubušínský potok, der auf dem Dorfanger drei Teiche speist. Östlich erhebt sich der Veselík (713 m. n.m.), im Südosten der Strachův kopec (650 m. n.m.), südlich der Šípů kopec bzw. Šípovec (700 m. n.m.) sowie im Nordwesten der Pavlův kopec (714 m. n.m.). Ubušín liegt im Naturpark Svratecká hornatina. Durch den Ort führt die Staatsstraße II/375 zwischen Jimramov und Nyklovice. Das mährische Dorf liegt an der historischen Landesgrenze zu Böhmen.
Nachbarorte sind Trhonice und Korouhev im Norden, Jedlová, Nedvězíčko und Nedvězí im Nordosten, Sulkovec im Osten, Ubušínek im Südosten, Veselí und Dalečín im Süden, Unčín, Paníháj und Strachujov im Südwesten, Jimramovské Pavlovice und Široké Pole im Westen sowie Nový Jimramov, Domky und Benátky im Nordwesten. 

## Geschichte
Ubušín wurde im 13. Jahrhundert im Zuge der Kolonisation des mährischen Teils des Berglandes durch die Herren von Pernstein gegründet. Der Ort wurde hufeisenförmig um einen Anger, auf dem der Ubušínský potok entspringt, als typisches Radialhufendorf mit 17 Gehöften angelegt. Später kamen Häuslerstellen, die in den Gärten oder auf Gemeindegrund angelegt wurden, hinzu. Noch heute lässt sich auf der Flurkarte die sternförmige Hufenstruktur gut erkennen.
Im Jahre 1350 gehörte das Dorf zusammen mit Jimramov zu den Besitzungen des Stephan von Medlov (Štěpán z Medlova) und dessen Sohnes Emmeram de Lapide (Jimram z Kamene). Die erste urkundliche Erwähnung des Dorfes erfolgte 1360, als Emmeram der Augustinerinnenabtei Doubravník wegen seiner dort eingetretenen Schwestern Klara und Katharina je eine halbe Hufe in Ubussyn und Chlum sowie einen Zins von Strachujov überließ. Als Wilhelm von Pernstein 1390 seiner Frau Agnes von Pottenstein eine Morgengabe auf die Feste Dalečín und die zugehörigen Dörfer verschrieb, gehörte Groß Ubussyn zur Herrschaft Dalečín. In der Folgezeit gelangte das Dorf an Ludwig von Ubussyn, der es 1398 an Erhart von Kunstadt und Skály verkaufte. Letzterer überschrieb das Dorf seiner Frau Elisabeth. Erharts Tochter Sophie, verheiratete Tovačovská von Cimburg, veräußerte 1452 die Herrschaft Jimramov sowie die Dörfer Ubussyn, Unčín und Sulkovec an Johann II. von Pernstein. Damit wurde Ubussyn wieder mit der Herrschaft Dalečín vereinigt. Die Herren von Pernstein hielten die Herrschaft Dalečín bis 1588. Nachdem Heinrich Graf Schlick 1633 die Güter des ins Exil getriebenen Stephan Schmidt von Freyhofen erworben hatte, schlug er das Gut Dalečín seiner Herrschaft Kunstadt zu. Im Hufenregister von 1656 sind 16 Gehöfte und vier Häuslerstellen ausgewiesen. Im Jahre 1663 lagen sieben der 20 Anwesen des Dorfes wüst. Nach der Erteilung des Toleranzpatents von 1781 bekannten sich fast alle Bewohner des Dorfes zum Protestantismus. 1790 war Ubušín auf 30 Häuser angewachsen und hatte 283 Einwohner. 
Im Jahre 1835 bestand das im Brünner Kreis gelegene Dorf Groß Ubuschin bzw. Ubusschin hrubj aus 44 Häusern mit 346 tschechischsprachigen und überwiegend helvetischen Einwohnern. Im Ort gab es ein Wirtshaus. Pfarr- und Schulort war Ingrowitz, der Amtsort Kunstadt. Bis zur Mitte des 19. Jahrhunderts blieb Groß Ubuschin der Herrschaft Kunstadt untertänig.
Nach der Aufhebung der Patrimonialherrschaften bildete Velký Ubušín / Groß Ubuschin ab 1849 eine Gemeinde im Gerichtsbezirk Bystřitz. In der zweiten Hälfte des 19. Jahrhunderts wanderten zahlreiche Einwohner nach Amerika aus. Ab 1868 gehörte Velký Ubušín zum Bezirk Neustadtl in Mähren. 1869 hatte Velký Ubušín 341 Einwohner und bestand aus 60 Häusern. Nachdem zwei Jahre zuvor eine eigene Dorfschule eingerichtet worden war, erfolgte zwischen 1869 und 1870 der Bau eines Schulhauses. Die Freiwillige Feuerwehr wurde 1894 gegründet. Seit Beginn des 20. Jahrhunderts wurde der Ortsname Ubušín verwendet. Im Jahre 1900 lebten in Ubušín 344 Personen, 1910 waren es 342. Nach dem Ersten Weltkrieg zerfiel der Vielvölkerstaat Österreich-Ungarn, die Gemeinde wurde 1918 Teil der neu gebildeten Tschechoslowakischen Republik. Beim Zensus von 1921 lebten in den 59 Häusern von Ubušín 330 Tschechen. Im Jahre 1930 bestand das Dorf aus 60 Häusern und hatte 291 Einwohner, davon 273 Protestanten und 18 Katholiken. Unterhalb des Dorfes an der Straße nach Unčín wurde 1935 ein Friedhof angelegt. Von 1939 bis 1945 gehörte Ubušín / Groß Ubuschin zum Protektorat Böhmen und Mähren. 1949 wurde die Gemeinde dem Okres Bystřice nad Pernštejnem zugeordnet. 1950 lebten nur noch 226 Personen in Ubušín. Im Zuge der Gebietsreform von 1960 erfolgte die Aufhebung des Okres Bystřice nad Pernštejnem; Ubušín wurde dabei dem Okres Žďár nad Sázavou zugeordnet und Ubušínek eingemeindet. Im Jahre 1964 wurde die Gemeinde aufgelöst; Ubušín kam als Ortsteil zu Jimramov und Ubušínek zu Sulkovec. Beim Zensus von 2001 lebten in den 59 Wohnhäusern von Ubušín 95 Personen. Im Jahre 2020 hatte das Dorf 93 Einwohner. 

## Ortsgliederung
Ubušín besteht aus den Ortslagen Malá strana, Horní konec und Dolní konec.
Der Ortsteil Ubušín bildet einen Katastralbezirk.

## Sehenswürdigkeiten
- Mehrere gemauerte Vierseithöfe, der 1841 errichtete Hof Nr. 6 ist der älteste erhaltene
- Mehrere gezimmerte Chaluppen, die älteste stammt aus dem Jahre 1772
- Schulhaus, errichtet 1869–1870. Am Gebäude ist eine von Julius Pelikán geschaffene Gedenktafel für Jan Kozák, der von 1902 bis 1921 hier lehrte, angebracht.
- Gedenkstein für die Opfer des Zweiten Weltkrieges, enthüllt 1947. Er wurde anstelle des 1921 gesetzten „Steins der Freiheit“, mit dem der Gefallenen des Ersten Weltkrieges gedacht wurde, aufgestellt. Die Plakette ist ein Werk von Julius Pelikán, sie wurde vom „Stein der Freiheit“ übernommen und mit einer Dornenkrone versehen.
- Pavlův kopec, auf seinem Gipfel befinden sich die Gneisfelsen „Dědek“ und „Babka“.

## Söhne und Töchter des Ortes
- Josef Vaverka (1893–1975), Eisenbahnbauingenieur und Rektor der Bauhochschule Brno
- František Gregor (1896–1942), Zoologe und Entomologe, er verstarb im KZ Mauthausen
- Čeněk Dobiáš (1919–1980), Maler